# Carillon
Pour les articles homonymes, voir Carillon (homonymie).

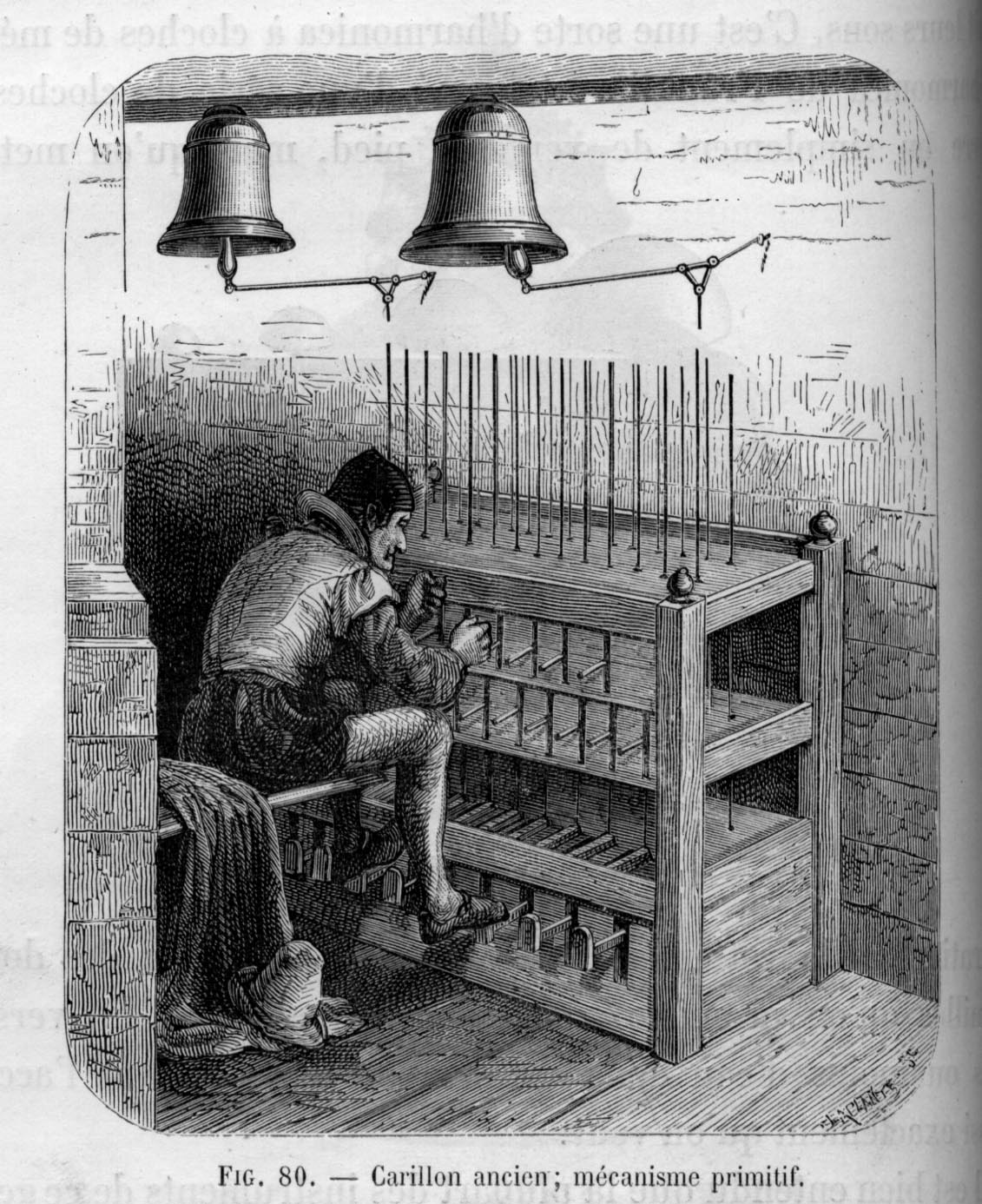
Représentation ancienne d'un carillon.

Un carillon est un instrument de musique composé de cloches, accordées à des fréquences différentes et émettant chacune leur son propre. Pour des carillons de grande taille, les battants des cloches sont actionnés par le carillonneur au moyen d'un clavier manuel et éventuellement d'un pédalier. D'autres sortes de carillon proches du carillon tubulaire et du chimes appelés carillons éoliens et semblables à des mobiles, tels que le fūrin japonais ou le tintinnabulum de la Rome antique, sont généralement composés de multiples tubes en bois ou métal suspendus qui produisent du son en s'entrechoquant à cause de la force du vent.
Le mot carillon est une forme altérée de l'ancien français, issue du gallo-roman quadrinione, elle-même altération du bas latin quaternio, désignant un « groupe de quatre ». Un carillon comporte donc un ensemble d'au moins quatre cloches consonantes entre elles. Dans un carillon, les cloches restent immobiles, et c'est un marteau (ou battant) qui vient les frapper.

## Cloches

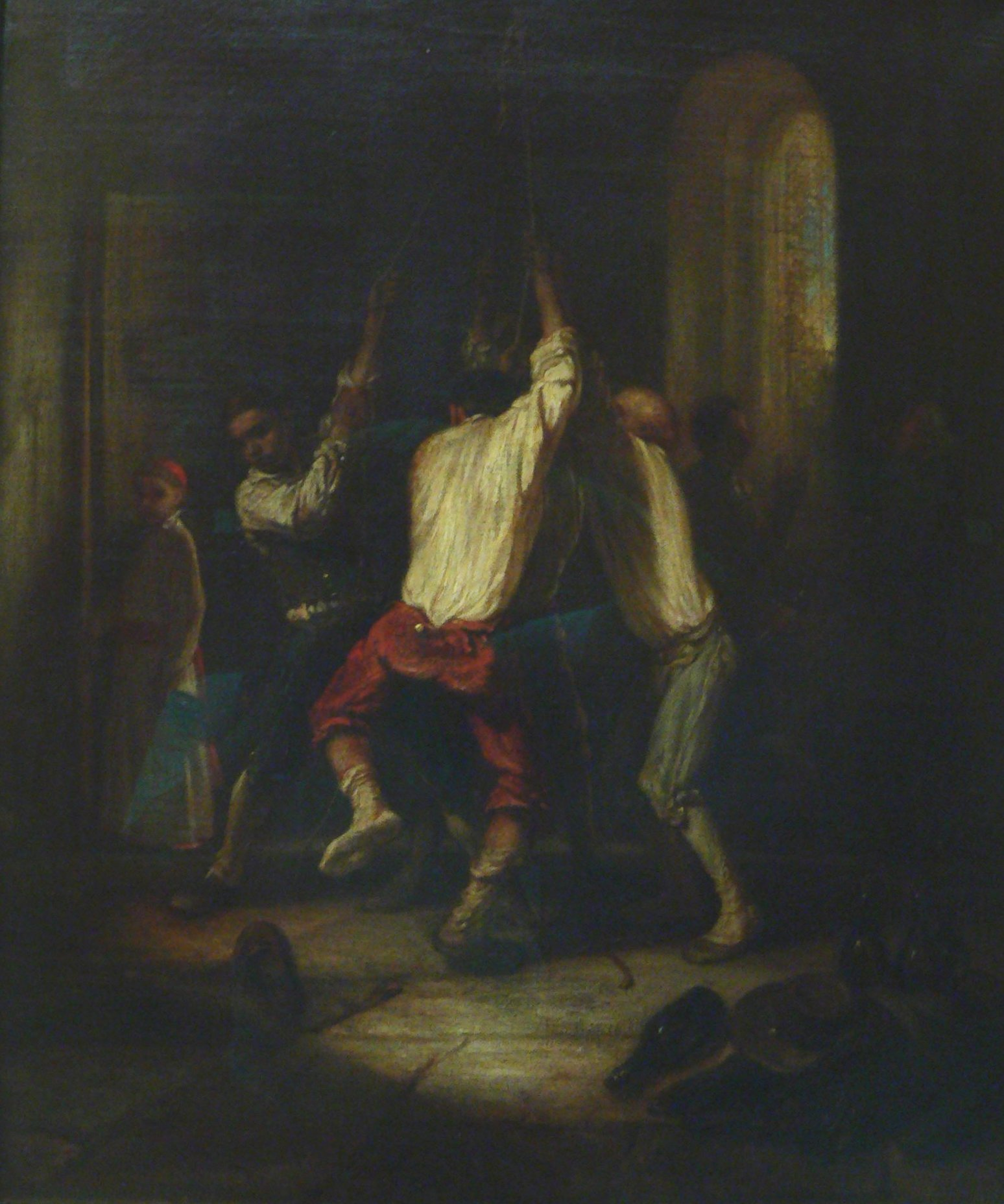
Les Sonneurs, 1841
Alexandre-Gabriel Decamps
musée du Louvre.

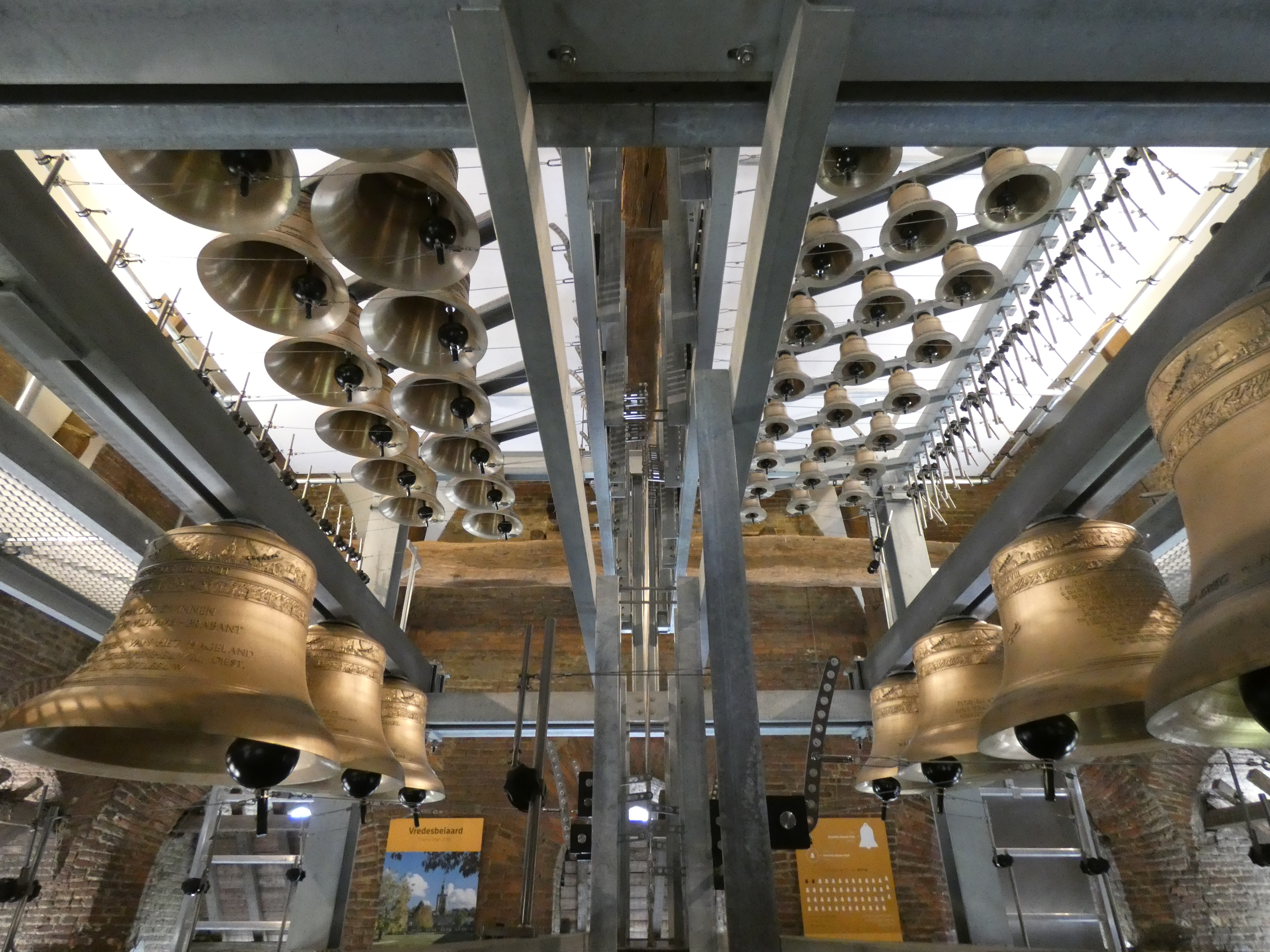
Nouvelles cloches du carillon de la paix d'Aarschot (Belgique).

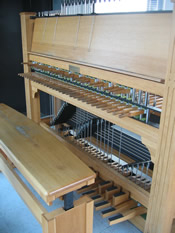
Console de carillon (clavier + pédalier).

La Fédération mondiale du carillon ne prend en compte que les carillons d'au moins 23 cloches (c'est-à-dire une étendue de deux octaves), mus par claviers manuels à bâtons. Cependant, en France la dénomination « carillon » peut être employée pour des instruments ayant au moins 4 cloches (quadrillon).
Dans beaucoup de régions de France et en Suisse, on rencontre des carillons de taille plus modeste (3 à 22 cloches) dont le carillonneur ne joue pas forcément sur un clavier. Ce dernier actionne alors les battants des cloches directement en tirant sur leurs cordes. Pour certains carillons, le joueur saisit alors simplement les cordes à la main comme on peut le voir dans le tableau Les Sonneurs d'Alexandre-Gabriel Decamps.
Dans d'autres cas, il les accroche à ses coudes, ses genoux et ses pieds et en manipule deux autres à la main, puis, assis sur un banc, il carillonne par de grands gestes coordonnés (usage répandu également dans les églises orthodoxes). Il existe tout de même des carillons de taille modeste, mais étant confectionnés comme les instruments de 23 cloches et plus, avec clavier, pédalier, etc.
L'art du carillon est un art flamand dans un sens large, englobant le nord de la France, la Belgique et les Pays-Bas. Son apogée a été atteinte au XVIIe siècle. Malheureusement, la Révolution a eu des conséquences désastreuses sur le patrimoine campanaire, tout comme toutes les guerres précédentes. Avant 1788, on pouvait dénombrer 6 carillons à Cambrai, 8 à Lille et 11 à Valenciennes. Le décret de la Convention du 6 février 1793, ordonnant la fonte des cloches pour la fabrication de canons, a scellé le destin de presque tous les anciens carillons.
Ces traditions de sonner manuellement sur petits carillons tendent à disparaître, du fait de l'électrification des cloches et du remplacement des sonneurs par des programmateurs électroniques. Nous pouvons cependant remarquer une tendance à remettre ces instruments au goût du jour en restaurant les petits ensembles campanaires manuels, particulièrement dans le sud de la France.
Les carillonneurs possèdent une technique similaire à celle des organistes, car ils jouent aussi bien avec leurs mains qu'avec leurs pieds. Le clavier de carillon le plus ancien dont on a connaissance est celui d'Audenaarde, en Belgique, datant de 1510. Bien que la plupart des carillonneurs aient été remplacés par des systèmes automatisés, il y avait encore en 2001 16 carillonneurs dans le Nord de la France.

## Localisation
Le plus grand carillon à clavier en France est celui de Chambéry (Château des Ducs de Savoie) qui comporte 70 cloches. Le plus grand carillon du monde se trouve au monastère de Mafra au Portugal avec 120 cloches. Le pays qui possède le plus grand nombre de carillons à clavier d'au moins 23 cloches sont les Pays-Bas, avec 189 instruments. La France possède 63 instruments d'au moins 23 cloches.
Un carillon peut être intégré à un monument : clocher d'église ou de cathédrale, campanile, beffroi d'hôtel de ville, etc. On en trouve plus fréquemment dans le nord de la France, aux Pays-Bas, en Belgique, en Suisse ou dans le Sud de l'Allemagne.

### France

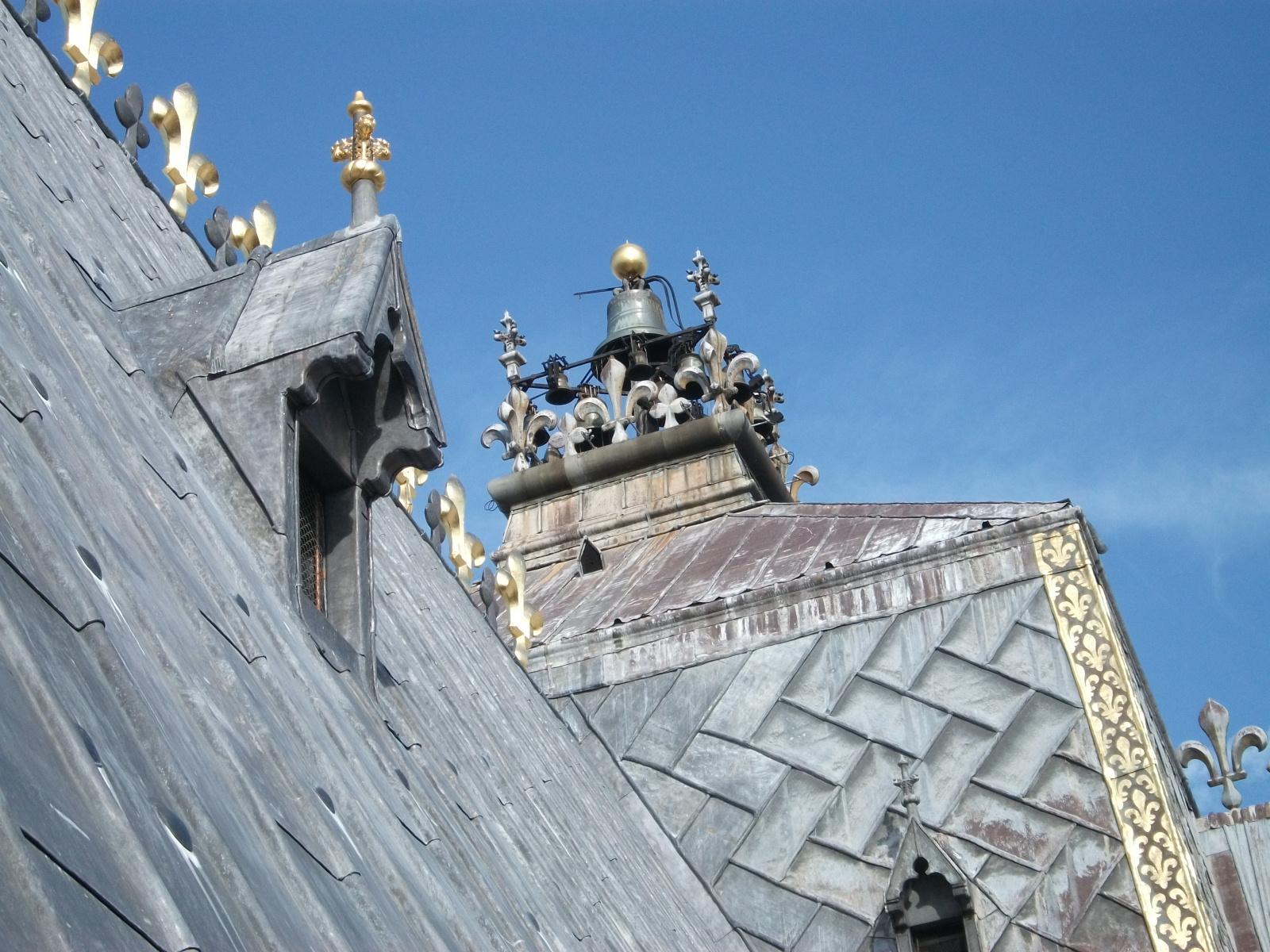
Carillon automatique sur le toit de la cathédrale de Reims.

En France, les plus grands carillons sont en général placés dans les clochers des églises et les beffrois communaux. Sur tout le territoire de l'Occitanie, les carillons sont très nombreux mais de taille plus réduite : généralement une à deux octaves.
On trouve des carillons remarquables à Albi, Bergues, Blois, Bourbourg, Bourg-en-Bresse, Cappelle-la-Grande, Carcassonne, Castelnaudary, Castres, Chambéry, Dijon, Douai, Dunkerque, Forcalquier, Hondschoote, Le Creusot, Lisieux, Lyon, Narbonne, Orchies, Pamiers, Paris (Sainte-Odile), Rouen, Saint-Amand-les-Eaux, Saint-Gaudens, Saint-Vincent-de-Paul (Landes), Saint-Quentin, Saint-Saturnin-lès-Apt, Seclin, Taninges, Toulouse, Tourcoing...
Les plus grands carillons de France sont :

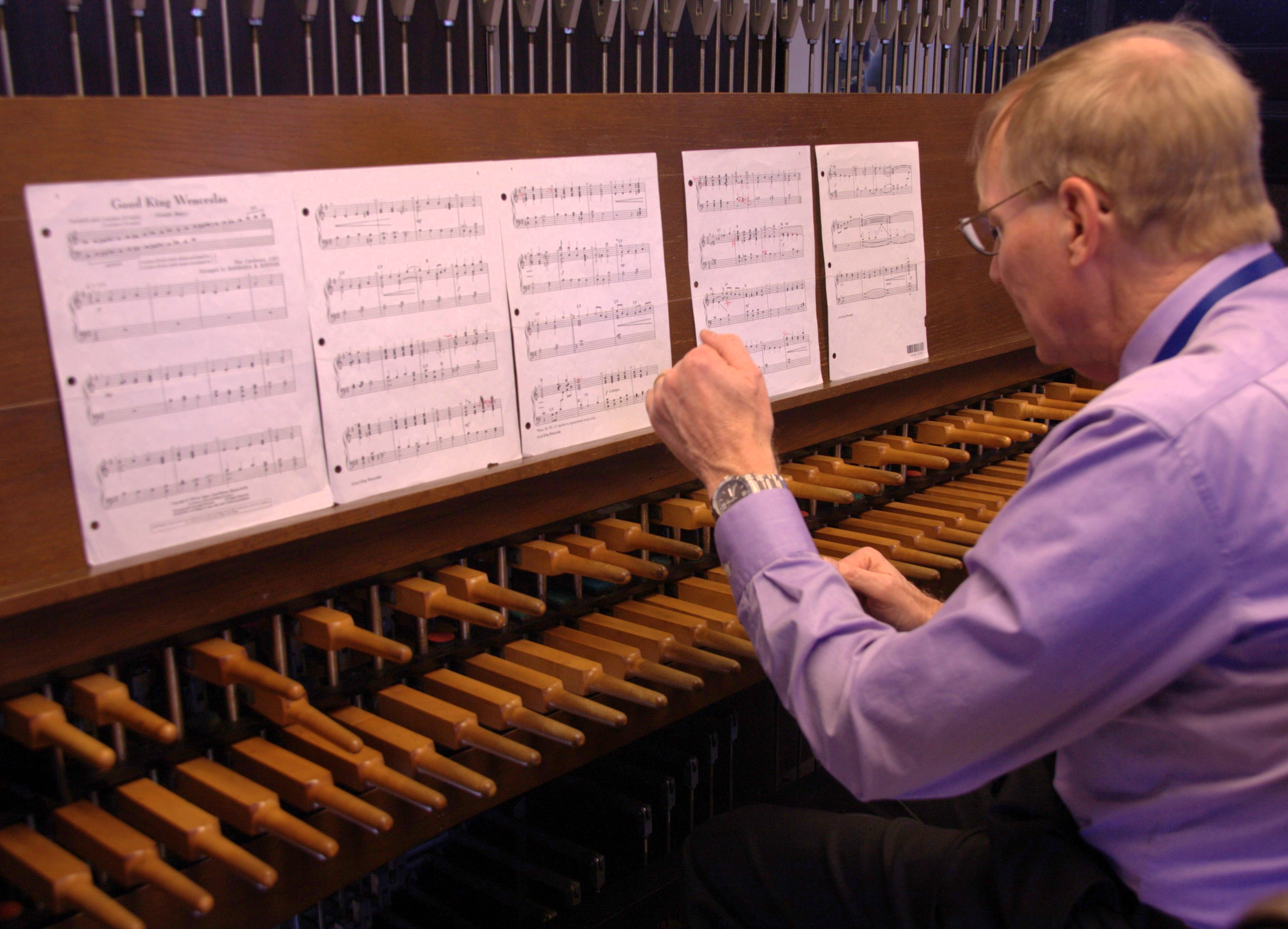
Un carillonneur, Mayo Clinic

- Chambéry : 70 cloches (Château des ducs de Savoie)
- Lyon : 65 cloches (Hôtel de Ville)
- Rouen : 64 cloches (cathédrale Notre-Dame de Rouen)[3]
- Dijon : 63 cloches (cathédrale Saint-Bénigne)
- Tourcoing : 62 cloches (église Saint-Christophe)
- Douai : 62 cloches (Hôtel de Ville)
- Hondschoote : 61 cloches (église Saint-Vaast)
- Saint-Vincent-de-Paul (Landes) : 60 cloches (basilique Notre-Dame de Buglose)
- Chalons-en-Champagne : 56 cloches (collégiale Notre-Dame-en-Vaux)
- Carcassonne : 54 cloches (église Saint-Vincent)
- Châtellerault : 52 cloches (église Saint-Jacques)
- Lisieux : 51 cloches (basilique Sainte-Thérèse)
- Dunkerque : 50 cloches (Tour St-Eloi)
- Bergues: 50 cloches (Beffroi de Bergues)
- Blois : 50 cloches (Basilique Notre-Dame de la Trinité de Blois)
- Miribel : 50 cloches (beffroi du Mas Rillier)
- Bourbourg : 50 cloches (église Saint-Jean-Baptiste)
- Montrouge : 49 cloches (Beffroi de Montrouge)
- Cholet : 49 cloches (église du Sacré-Cœur de Cholet)
- Pamiers : 49 cloches (cathédrale St-Antonin)
- Villefranche-de-Rouergue : 48 cloches (Collégiale Notre-Dame de Villefranche-de-Rouergue)
- Saint-Amand-les-Eaux : 48 cloches (Abbaye de Saint-Amand)
- Hazebrouck : 48 cloches (église paroissiale)
- Perpignan : 46 cloches (cathédrale Saint-Jean-Baptiste)
- Seclin : 42 cloches (église collégiale Saint-Piat)
- Saint-Quentin : 37 cloches (hôtel de ville)
- Pamiers : 21 cloches (église Notre-Dame-du-Camp)

La culture du carillon est une pratique qui a été classé à l'inventaire du patrimoine culturel immatériel en France en 2012.

### Canada
Il existe 11 carillons de plus de 23 cloches au Canada.

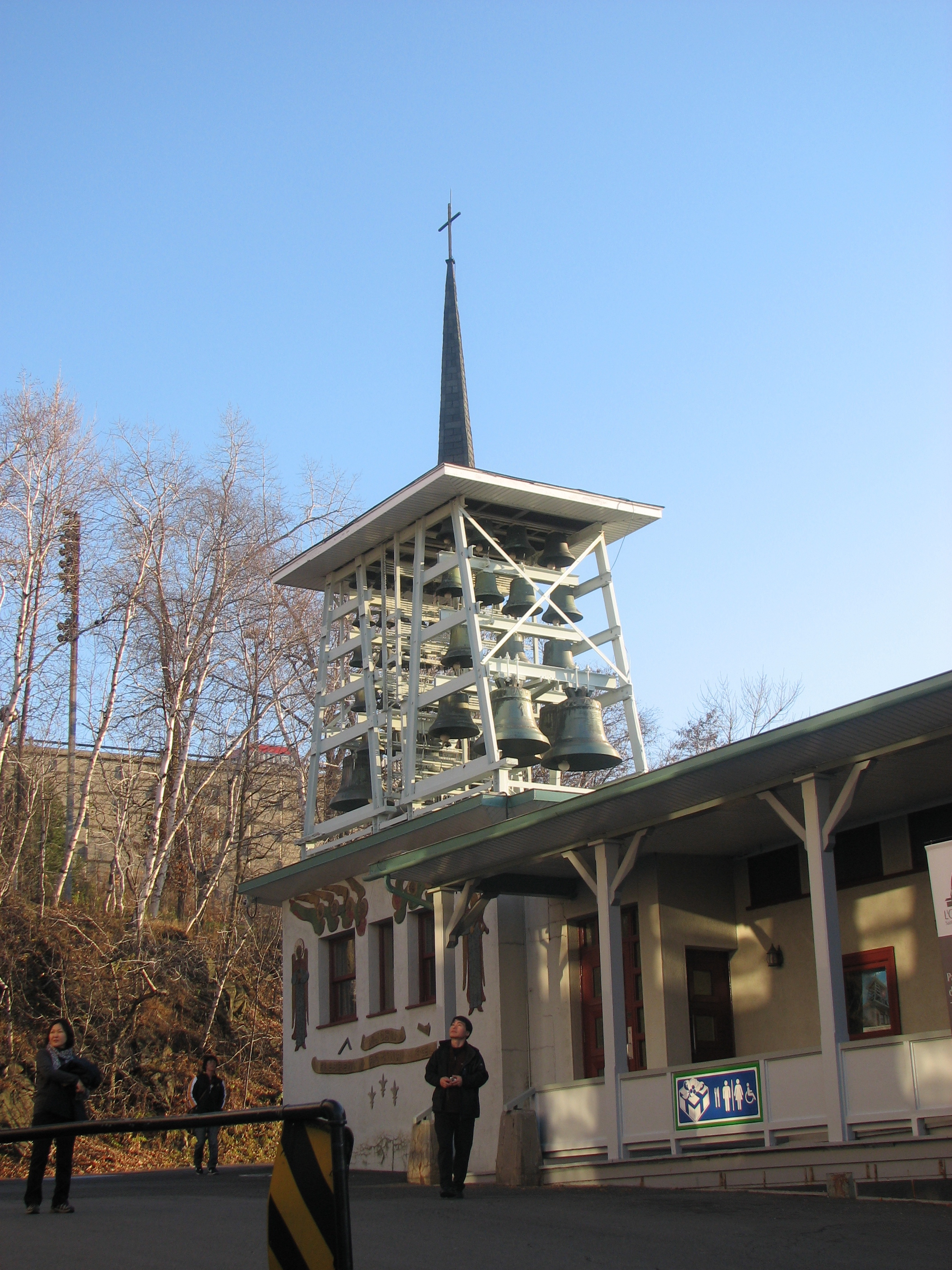
Carillon de l'oratoire Saint-Joseph

- Metropolitan United Church à Toronto (Ontario) : 23 cloches en 1922, 35 cloches en 1960, 54 cloches en 1971 (le plus ancien carillon d'Amérique du Nord) ;
- Norfolk War Memorial, Simcoe (Ontario) : 23 cloches en 1925 ;
- St. George's Anglican Church, Guelph (Ontario): 23 cloches en 1926, 35 cloches en 2006 ;
- Université de Toronto : 23 cloches en 1927, 42 cloches en 1952, 51 cloches en 1975 ;
- Tour de la Paix, Parlement canadien, Ottawa (Ontario) : 53 cloches en 1927 ;
- Cathédrale Christ the King, Hamilton, (Ontario) : 23 cloches en 1933 ;
- Église Saint-Jean-Baptiste, Ottawa : 47 cloches en 1940 (ne fonctionne plus) ;
- Rainbow Tower, Niagara Falls (Ontario) : 55 cloches en 1947 (pas en opération) ;
- Oratoire Saint-Joseph, Montréal (Québec) : 56 cloches en 1955 ;
- The Netherlands Centennial Carillon, Victoria (Colombie-Britannique) : 49 cloches en 1967, 62 cloches en 1971 (le plus grand carillon du Canada) ;
- Exhibition Place, Toronto : 50 cloches en 1974.

### Suisse
En Suisse, il y a 6 carillons à clavier mécanique de plus de 23 cloches, dont 5 en Suisse Romande (à côté des dates, on trouvera le nom du fondeur des cloches):
Canton de Genève:
- Carouge, église Sainte-Croix, 36 cloches (fa#3, sol#3 - fa#6; 1 Aubry XVII, 1 Piton 1789, 1 Kervand 1839, 33 Rüetschi 2001) ;
- Genève, cathédrale, 37 cloches (mi3, la3, si3 - la6; 1 Fribor vers 1460, 16 Paccard/Rüetschi 1931, 1 Rüetschi 1991, 19 Paccard 2011) ;

Canton de Vaud:
- Pully, église de la Rosiaz, carillon de Chantemerle, 48 cloches, (la3, si3 - la7; 19 Eijsbouts 1953, 5 Perner 2011, 24 Simon Laudy, Reiderland 2014) ;

Canton du Valais:
- Lens, Église Saint-Pierre-aux-Liens, 24 cloches (do3, fa3, sol3, la3 - fa5; 2 Rüetschi 1958, 21 Rüetschi 1967, 1 Rüetschi 1995) ;
- Saint-Maurice, Abbaye, 49 cloches (sol#2, do#3, ré#3 - do#7; 2 Dreffet 1818, 1 Rüetschi 1947, 1 Paccard 2010, 45 Eijsbouts 2003), pour un poids total d'environ 14 tonnes de bronze, ce qui en fait le plus grand instrument de Suisse, inauguré le 22 septembre 2004 ;

Canton d’Argovie:
- Zofingue, Stiftsturm, 25 cloches (do4 - do6; Rüetschi 1983/1985/1989/1996/1997/2005).

Un carillon monumental de 23 cloches est édifié devant l'église de Morgins en 2000, pour la paix dans le monde.

### Belgique
Il existe 99 carillons de plus de 23 cloches en Belgique.
- Nieuport (Flandre Occidentale), Onze-Lieve-Vrouwekerk, 67 cloches
- Peer (Limbourg), Sint-Trudokerk), 64 cloches
- Lommel (Limbourg), Sint-Pietersbandenkerk), 63 cloches
- Louvain (Brabant Flamand), Bibliothèque de l'université, 63 cloches
- Tournai (Hainaut), Beffroi, 56 cloches
- Gand (Flandre Orientale), Beffroi, 54 cloches
- Halle (Brabant Flamand), Cathédrale, 54 cloches
- Alost (Flandre Orientale), Beffroi, 52 cloches
- Turnhout (Anvers), Sint-Pieterskerk, 52 cloches
- Aarschot (Brabant Flamand), Onze-Lieve-Vrouwekerk, 51 cloches
- Enghien (Hainaut), Saint-Nicolas, 51 cloches
- Dinant (Namur), Collégiale, 50 cloches
- Gembloux (Namur), Saint-Nicolas, 50 cloches
- Harelbeke (Flandre occidentale), Sint-Salvatorkerk, 50 cloches
- Hoogstraten (Anvers), Sint-Catharinakerk, 50 cloches
- Liège, Saint-Barthélemy, 50 cloches
- Malines, (Anvers), (Onze-Lieve-Vrouw-over-de-Dijlekerk), 50 cloches
- Wavre (Brabant Wallon), Saint-Jean-Baptiste, 50 cloches
- Namur, Cathédrale Saint-Aubain, 49 cloches
- Anvers, Cathédrale, 49 cloches
- Ath (Hainaut), Saint-Julien, 49 cloches
- Bruxelles, Cathédrale Saints-Michel-et-Gudule, 49 cloches
- Florenville (Luxembourg), Eglise de l'Assomption, 49 cloches
- Huy (Liège), Collégiale, 49 cloches
- Louvain, Sint-Geertruikerk, 49 cloches
- Liège, Cathédrale Saint-Paul, 49 cloches
- Mons (Hainaut), Beffroi, 49 cloches
- Renaix (Flandre Orientale), Collégiale Saint-Hermès, 49 cloches
- Soignies, Saint-Vincent, 48 cloches
- Braine-le-Comte, Saint-Géry, 47 cloches
- Bruges (Flandre Occidentale), Beffroi, 47 cloches
- Charleroi, Hôtel de Ville, 47 cloches
- La Louvière, Saint-Joseph, 47 cloches
- Nivelles, Sainte-Gertrude, 47 cloches
- Malmedy, Saints-Pierre-Paul-et-Quirin, 40 cloches
- Verviers, Notre-Dame des Récollets, 40 cloches
- Bruxelles, Parlement fédéral, 37 cloches
- Huy, Hôtel de Ville, 37 cloches
- Liège, Saint-Jean-l'Evangéliste, 35 cloches
- Chimay, Eglise Saints-Pierre-et-Paul, 26 cloches
- Antoing, Église décanale Saint-Pierre, 25 cloches
- Thuin, Beffroi, 25 cloches
- Bruxelles, Mont des Arts, 24 cloches

## Carillon (pièce de musique)
En plus de leur répertoire propre, les carillons de cloches ont inspiré plusieurs musiciens à travers les époques. Tant au clavecin, à l'orgue, au piano qu'à l'orchestre, les compositeurs ont tenté de suggérer ou d'évoquer les sonorités des carillons dans des œuvres pittoresques. Quelques exemples :
- William Byrd : The Bells, Fitzwilliam Virginal Book LXIX.
- Louis Couperin : Carillon dans le manuscrit Bauyn (v. 1640).
- Nicolas Lebègue : Les Cloches, 3e Livre d'Orgue (1685).
- François Couperin : Le Carillon de Cithère, 3e Livre de Clavecin (1722).
- Jean-François Dandrieu : Le Carillon, de la 5e Suite du 1er Livre de Clavecin (1724).
- Pierre Dandrieu : Carillon ou Cloches, du recueil «Noels. O Filii, Chansons de Saint Jacques, Stabat Mater, et Carillons» (v. 1725).
- Michel Corrette : Carillon, Nouveau Livre de Noëls pour le clavecin ou l'orgue (1741).
- Pierre-Claude Foucquet : Le Carillon de Cithere, Second Livre de Pièces de clavecin (v. 1751).
- Christophe Moyreau : Les Cloches d'Orléans pour clavecin ou orgue, Pièces de Clavecin, œuvre V (1753).
- Claude Balbastre : Carillon des Morts pour orgue.
- Jean-Jacques Beauvarlet Charpentier : Carillon des Morts dans Douze Noëls variés pour l'orgue, œuvre XIII (v. 1775).
- Charles-Valentin Alkan : Bombardo-Carillon pour 4 pieds (2 exécutants sur un piano-pédalier), op. 47 (v.1860).
- Jacques Offenbach : Le carillon de ma Grand Mère, tiré de l'opérette La grande duchesse de Gerolstein (1867)
- Modeste Moussorgski : La Grande Porte de Kiev, finale des Tableaux d'une exposition pour piano (1874).
- Jules Grison : Les Cloches (Sonneries lugubres rémoises) en 6 Préludes ou Versets du Magnificat pour la Fête de la Toussaint (1890).
- Léon Boëllmann : Carillon, no 5 des 12 Pièces pour grand orgue ou piano-pédalier (1891).
- Adolphe Marty : Le Carillon de Saint-Paul d'Orléans du recueil L'Orgue Triomphal (1898).
- Henri Mulet : Carillon-Sortie pour orgue (v. 1912).
- Louis Vierne : Carillon sur la sonnerie du Carillon de la chapelle du Château de Longpont, Vingt-Quatre Pièces en Style Libre, Op. 31, (1914).
- Émile Bourdon : Carillons, no 2 des Dix Pièces pour orgue (1921).
- Marcel Dupré : Les Cloches de Perros-Guirec, Suite Bretonne, Op. 21, no 3, pour orgue (1923).
- Louis Vierne : Carillon de Westminster, Pièces de Fantaisie pour orgue, 3e suite, Op. 54 (1927).
- Louis Vierne : Les cloches de Hinckley, Pièces de Fantaisie pour orgue, 4e suite, Op. 55 (1927).
- Leo Sowerby : Carillon pour orgue (1934)
- Sergueï Rachmaninov : Pâques, 4e mouvement de la Suite pour deux pianos no 1, op. 5 (1893).
- Sergueï Rachmaninov : Les Cloches, op. 35, (d’après E. A. Poe) pour solistes, chœur et orchestre (1913).
- Olivier Messiaen : Amen de la Création, première pièce des Visions de l'Amen pour 2 pianos (1943).
- Olivier Greif : le Carillon de Chérence, 5e mouvement de la Sonate pour piano nº 22 "Les plaisirs de Chérence".
- Maurice Ohana: Carillons pour les heures du jour et de la nuit pour clavecin (1960)
- Charlemagne Palestine